# Altenstadt (Svevia)
Altenstadt è un comune tedesco di 5 354 abitanti, situato nel land della Baviera.